# فيروس إيبولا زائير
فيروس إيبولا زائير، المعروف أكثر باسم فيروس إيبولا، واحد من ستة أنواع معروفة ضمن تصنيف فيروس إيبولا، أربعة من هذه الفيروسات الستة المعروفة، بما في ذلك فيروس إيبولا، تسبب حمى نزفية شديدة ومميتة في كثير من الأحيان لدى البشر والثدييات الأخرى. يعد فيروس إيبولا سببًا للوباء بين عامي 2013-2016 في غرب إفريقيا، ما أدى إلى ما لا يقل عن 28646 حالة مشتبه بها و11323 حالة وفاة مؤكدة.
سُمّي فيروس الإيبولا في الأصل باسم زائير (الآن جمهورية الكونغو الديمقراطية)، البلد الذي وُصف فيه لأول مرة، وكان يُشتبه به في البداية على أنه سلالة جديدة من فيروس ماربورغ. أُعيدت تسمية الفيروس (فيروس إيبولا) في عام 2010 لتجنب الالتباس. يُعتقد أن المستودع الطبيعي لفيروس الإيبولا هو الخفافيش، وخاصة خفافيش الفاكهة، وينتقل بشكل أساسي بين البشر ومن الحيوانات إلى البشر عن طريق سوائل الجسم.

## البنية
يحمل الفيروس جينوم رنا. يبلغ قطر الأسطوانات الكلية نحو 80 نانومتر، وتحتوي كل منها على بروتين سكري مشفر فيروسيًا (جي بّي) يبلغ طوله 7-10 نانومتر من سطح طبقة الدهون الثنائية. تكون الأسطوانات ذات أطوال متغيرة، عادةً 800 نانومتر، ولكن في بعض الأحيان يصل طولها إلى 1000 نانومتر. يُشتق الغلاف الفيروسي الخارجي للفيريون عن طريق التبرعم من نطاقات غشاء الخلية المضيفة التي تُدخل طفرات (جي بّي) أثناء تركيبها الحيوي. تظهر جزيئات (جي بّي) الفردية بمسافات تبلغ نحو 10 نانومتر. توجد البروتينات الفيروسية VP40 وVP24 بين الغلاف والنيكليوكابسيد. يوجد في مركز بنية الفيريون النوكليوكابسيد، الذي يتكون من سلسلة من البروتينات الفيروسية.
يختلف الشكل العام للفيريونات بعد التنقية اختلافًا كبيرًا؛ الأسطوانات البسيطة أقل انتشارًا بكثير من الهياكل التي تظهر الاتجاه المعكوس، والفروع، والحلقات والتي قد يكون أصلها في التقنيات العملية المطبقة. ومع ذلك، فإن التركيب الخيطي المميز هو سمة مورفولوجية عامة للفيروسات الخيطية.

## مرض فيروس الإيبولا
فيروس إيبولا زائير هو أحد فيروسات الإيبولا الأربعة المعروفة بأنها تسبب المرض للإنسان.  لديها أعلى معدل وفيات، بمتوسط 83% منذ بداية تفشي الفيروسات في عام 1976، على الرغم من تسجيل معدلات وفيات وصلت إلى 90% في فاشية واحدة (2002-2003). كما كان هناك تفشي لفيروس إيبولا في زائير أكثر من أي نوع آخر. حدثت أول موجة في 26 أغسطس 1976 في يامبوكو. كانت أول حالة مسجلة لشخص يدعى مابالو لوكيلا، وهو مدرس يبلغ من العمر 44 عامًا. تشبه الأعراض الملاريا. يُعزى انتقال العدوى إلى إعادة استخدام الإبر غير المعقمة والاتصال الشخصي الوثيق وسوائل الجسم والأماكن التي لمسها الشخص. أثناء تفشي فيروس إيبولا عام 1976 في زائير، سافر نجوي موشولا من بومبا إلى يامبوكو، إذ سجل أول وصف سريري للمرض في سجله اليومي:
يتسم المرض بارتفاع درجة حرارة نحو 39 درجة مئوية، قيء دموي، إسهال دموي، ألم خلف القص، وموت سريع التطور بعد ثلاثة أيام.
منذ أول وصف سريري مسجل للمرض خلال عام 1976، وصلت فاشية الإيبولا الأخيرة التي بدأت في مارس 2014، بالإضافة إلى معدلات وبائية عالية ووفاة أكثر من 8000 شخص اعتبارًا من يناير 2015. تركزت هذه الفاشية في غرب إفريقيا، وهي منطقة لم تتأثر بالمرض من قبل. كانت الحصيلة خطيرة بشكل خاص في ثلاث دول: غينيا وليبيريا وسيراليون. أُبلغ عن عدد قليل من الحالات في بلدان خارج غرب إفريقيا، وكلها تتعلق بالمسافرين الدوليين الذين أُصيبوا في المناطق الأكثر تضررًا ثم ظهرت عليهم أعراض حمى الإيبولا بعد الوصول إلى وجهاتهم.
تختلف شدة المرض لدى البشر بشكل كبير، وتتراوح من الوفيات السريعة إلى المرض الخفيف أو حتى الحالات غير العرضية. فشلت دراسات تفشي المرض في أواخر القرن العشرين في إيجاد علاقة بين شدة المرض والطبيعة الجينية للفيروس، ثم كان هناك شك في أن التباين في شدة المرض يرتبط بالاختلافات الجينية عند الضحايا. كان من الصعب دراسة ذلك في نماذج حيوانية تستجيب للفيروس المصاب بالحمى النزفية بطريقة مماثلة للإنسان، لأن نماذج الفئران لا تستجيب لذلك، والأعداد الكبيرة المطلوبة ليست متاحة بسهولة.

## التاريخ والتسمية
عُرف فيروس إيبولا لأول مرة على أنه سلالة جديدة محتملة من فيروس ماربورغ في عام 1976. حددت اللجنة الدولية لتصنيف الفيروسات فيروس الإيبولا على أنه من عائلة فيلوفيريدي. اشتق اسم فيروس إيبولا من نهر إيبولا - إذ كان يعتقد في البداية أنه قريب جدًا من المنطقة في جمهورية الكونغو الديمقراطية، والتي كانت تُسمى سابقًا زائيرد، وهناك تفشى فيروس إيبولا في زائير عام 1976.
اشتق اسم فيروس إيبولا زائير من زائير واللاحقة التصنيفية إيبولافيروس (التي تدل على أحد أنواع فيروسات الإيبولا وتشير إلى نهر الإيبولا). وفقًا لقواعد تسمية الأصناف التي وضعتها اللجنة الدولية لتصنيف الفيروسات، يجب دائمًا كتابة اسم فيروس إيبولا زائير بخط كبير ومائل وأن تسبقه كلمة (أنواع)، بينما يجب كتابة أسماء فروعها (فيروسات إيبولا زائير) بالأحرف الكبيرة، وليس بخط مائل، واستخدامها بدون أدوات التعريف والتنكير.

## التطور
تباعد فيروس إيبولا زائير عن أسلافه بين 1960-1976. ظل التنوع الجيني لفيروس إيبولا ثابتًا قبل عام 1900. بعد ذلك، في حوالي الستينيات، على الأرجح بسبب تغير المناخ أو الأنشطة البشرية، انخفض التنوع الجيني للفيروس بسرعة وانقرضت معظم السلالات. مع انخفاض عدد العوائل المعرضة للإصابة، ينخفض أيضًا حجم السكان الفعال وتنوعه الجيني.
حدث إعادة تركيب بين سلالات فيروس إيبولا في زائير ما بين عامي 1996 و2001 في القردة البرية ما أدى إلى ظهور سلالات جديدة. يبدو أن هذه الفيروسات كانت مسؤولة عن سلسلة من الفاشيات بين البشر وسط إفريقيا بين عامي 2001-2003.

## في الأدب
تركز رواية الجريمة لأليكس كافا لعام 2008، على الفيروس كسلاح مفضل للقاتل المتسلسل.
وليام كلوز، إيبولا 1995: رواية وثائقية للتفشي الأول عام 2002 من خلال عيون الناس: يركز على ردود أفعال الأفراد على تفشي فيروس إيبولا عام 1976 في زائير.
ذا هوت زون: قصة حقيقية مرعبة: الكتاب الأكثر مبيعًا لريتشارد بريستون عام 1994 عن فيروس الإيبولا والفيروسات المرتبطة به، بما في ذلك وصف لتفشي فيروس إيبولا عند رجال الكنيسة الموجودين في منشأة للحجر الصحي في ريستون، فيرجينيا، الولايات المتحدة الأمريكية.
تتضمن رواية توم كلانسي عام 1996، الأوامر التنفيذية، هجومًا إرهابيًا شرق أوسطيًا على الولايات المتحدة باستخدام شكل محمول جوًا من فيروس إيبولا القاتل يُدعى (إيبولا ماينغا).